# Tripun Bizanti
Tripun Bizanti JUD (Kotor, 1460. – Ceneda, 1540.) bio je hrvatski prelat Katoličke Crkve koji je služio kao biskup kotorski od 1514. do 1532. godine.
Podrijetlom je iz hrvatske plemićke obitelji Bizanti iz Kotora.

## Životopis
Studirao je u Italiji gdje je stekao doktorat iz obaju prava, filozofije i teologije. Predavao je klasičnu filologiju na sveučilištima u Bologni i Perugi. Prema nekim navodima bio je i nadvojvodin knjižničar u Modeni. Iz oskudnih životopisnih vijesti zna se da je u Kotoru bio natpop Kaptola, a zatim biskup od 1514./14. do 1532. godine. Kasnije je biskupiju prepustio sinovcu Luki.
Aktivno je sudjelovao u radu Peti lateranskog koncila u Rimu. Najvjerojatnije je kraj života proveo u Italiji. Prema nekim navodima bio je, vjerojatno pomoćni biskup u Cenedi kraj Venecije. U svojim pismima iz Kotora, koja je slao svome dobrotvoru i prijatelju, akvilejskome patrijarhu Dominiku Grimaniju, opisuje crkvene i društvene prilike u svojoj biskupiji, prodore Turaka i borbe s njima, posebno u Dalmaciji (npr. buna pučana na Hvaru).
Giovanni Giacomo Coleti je uvrstio u „Illyricum sacrum” (sv. 6) neke njegove epistole, vjersko-crkvene odredbe te odlomke iz opširne poslanice Grimaniju (1514.). Od njegove službene korespondencije s papama, objavio je A. Theiner tri poslanice što ih je Bizantiju upravio papa Lav X.
Neki pisci tvrde da je postojala i njegova zbirka latinskih pjesama u kojoj je opisivao borbe protiv Turaka.
Bio je poznati i kao bibliofil; knjige (s karakterističnim grbom) iz njegove bogate knjižnice razasute su poslije po brojnim bibliotekama. U kotorskoj katedrali nalazi se sarkofag s natpisom i njegovim likom.
Podatci o njegovom životu do povratka u Kotor često se isprepliću s podacima o Iliji (Helius) Tripunu Bizantiju te ih neki čak spajaju u jednu osobu.